# 璀璨寶石
璀璨寶石 (Splendor ) 是一款多人棋盤遊戲，由 Marc André 設計，Pascal Quidault 插畫。它由 Space Cowboys、 Asmodee於 2014 年出版。該遊戲 2015年開發了移動應用程式。2017 年發布了擴充包。

## 玩法
Splendor 是一款資源管理游戏，二至四名玩家需要收集寶石，然後用相對應的寶石換取發展咭片。
每張發展咭都屬於三個級別之一（•、••、•••），表示購買該卡的難度。
發展咭還包含寶石獎勵（祖母綠、藍寶石、紅寶石、鑽石或瑪瑙），可用於以得到折扣的方式購買發展卡。
遊戲開始前，將 n +1 數量的貴族牌面朝上放在最上方， n是玩家人數。在貴族佈置區域下方將每個級別（•、••、•••）面朝上翻開四張牌，其餘的則保存在相應難度級別的牌組中。寶石則依人數放置不同數量（2人遊戲每款寶石使用4顆，3人遊戲每款寶石使用5顆，4人遊戲每款寶石使用7顆）在佈置區域最下方，供玩家在遊戲中拿取。 
玩家的回合由一個動作組成，該動作必須是以下之一：
- 從寶石區域中取出最多三個不同顏色的寶石標記。
- 從寶石區域中取出兩個相同顏色的寶石標記（前提是該顏色至少還剩下四個標記）。
- 拿一枚黃金寶石並保留一張發展咭（如果該玩家持有的保留發展咭總數不超過三張）。
- 通過花費所需的寶石代幣或/和使用玩家之前購買的發展咭片的寶石獎勵來購買發展咭（從發展咭區域或玩家的保留咭中）。

此操作後：
- 如果玩家獲得了足夠的發展咭寶石獎勵來觸發貴族點數獎勵，則該玩家將被貴族“拜訪”，並拿走該貴族牌。
- 一個玩家在每一回合只能被一個貴族拜訪；該玩家可以在符合條件的貴族之間進行選擇。
- 玩家可以保留貴族直到遊戲結束。
- 貴族牌不會在遊戲過程中補充。
- 如果玩家擁有的寶石超過 10 顆，則需要退回寶石以將您擁有的寶石總數限制在 10 顆或更少。
- 如果購買了發展咭，空槽會立即從相應牌組的頂卡中補充。當牌組用完後，槽位將保持空白。

### 遊戲結束
當一名玩家達到 15 點聲望時，所有玩家將繼續當前回合，直到每位玩家完成相同的回合數。完成最後一輪回合後，遊戲將會結束。

### 計分
遊戲結束後，聲望點數多者獲勝；在平局的情況下，購買最少發展咭的玩家獲勝。如果還未能打破平局，則保留牌最少的玩家獲勝。如果還是未能打破平局，則優勝的玩家將分享勝利。